# テオドラ・キンブル
テオドラ・キンブル（キンボール）・ハバード（Theodora Kimball Hubbard, 1887年-1935年）は、19世紀初頭に活躍したアメリカ人の女性造園家・ランドスケープアーキテクト。ハーバード大学ランドスケープアーキテクチュア教室図書館の初代司書も務めた人物。司書と作家としてのフィールドからより多くの物質状態や学界での視認性を与え、情報を整理する仕事を批評し、文学に貢献し、景観デザインの専門職の発展に大きな貢献を成す。 
また夫であるヘンリー・ヴィンセント・ハバードとの共著である『ランドスケープデザイン研究序説』は、長年にわたって、ランドスケープデザインのための教科書・入門書として標準的なテキストとみられていた。ボザール様式#ランドスケープデザインを参照。ハーバード大学教授となった夫が創刊した『ランドスケープアーキテクチャー』誌の発刊と編集にも協力した。

## 経歴
1911年から1914年、シモンズ大学大学院在籍中よりハーバード大学ランドスケープアーキテクチュア教室の司書として勤務。
1904年にハーバード大学を卒業し、母校で教授となったヘンリー・ヴィンセント・ハバードと結婚、夫とともにランドスケープの情報提供機関としてのライブラリを提供し続けた。その一方でハーバート・フーバーがリーダーを務めた、ワシントンD.C.ゾーニング諮問委員会のアドバイザリースタッフに、ゾーニングの専門家として、さらに住宅建築と住宅購入に関する大統領諮問会議調査委員会のメンバーに名を連ねる。この間、造園景観や都市計画の分野において詳細な文献や調査論文の準備のほかに100もの社説や記事、およびレビューを発表し続けている。
1919年、アメリカ都市計画学会初の女性メンバーになる。同年、別々の分類方式を開発都市計画をサブクラス（NAC）の下、 サブクラス（NAB）でランドスケープアーキテクチャー用に最初となる分類のライブラリを開発。アメリカ議会図書館では、もともと文字（B）の添加によるアーキテクチャ（NA）にサブ分類としてランドスケープのための場所を割り当てられていた。それが今日のように、サブクラス（S）に配置されたのは、単に農業の別の形態であることを示唆するのに対し、著者らは、この配置は、最も正確にランドスケープアーキテクチュアの芸術的成分を認めているとの考えからで、1978年以来、このサブジェクト領域で取得された図書は、現在（SB）に分類されている。 
また、当時の米国における都市計画上の作品すべてを網羅した著書『Municipal Accomplishment in City Planning』は好評に全米のほかヨーロッパでも出版された。